# ملیکا بلالی
ملیکا بلالی (زادهٔ ۶ دی ۱۳۷۸) کشتی‌گیر، فعال حقوق زنان، شاعر و نقاش ایرانی-اسکاتلندی است. وی در تیر ۱۴۰۱، قهرمان کشتی آزاد بریتانیا شد و بر روی سکو اعتراض بر حجاب اجباری کرد، و تابلویی به همراه خود داشت که نوشته بود «حجاب اجباری را متوقف کنید من حق دارم کشتی‌گیر باشم».

## زندگی شخصی
ملیکا بلالی در شهرکرد زاده شد. او در ایران به دلیل حجاب اجباری نمی‌توانست در مسابقات بین‌المللی کشتی زنان شرکت کند و در سال ۱۳۹۸ به ایالات متحده مهاجرت کرد. او سپس به اسکاتلند رفت و فعالیت‌های حرفه‌ای خود را شروع کرد. علاوه بر کشتی، نقاشی‌ها و اشعار او در مورد دفاع از حقوق زنان ایرانی است.
بلالی در جشنوارهٔ آرکانزانس آمریکا نیز برای پوستر فیلم کوتاه حد به کارگردانی جواد دارایی برندهٔ جایزهٔ طراحی پوستر شده‌است.

## تهدید به مرگ
ملیکا در تابستان سال ۱۴۰۱ پس از قهرمانی در مسابقات قهرمانی بریتانیا و اعتراض به حجاب اجباری تهدید به مرگ شد که منجر به اجرای تدابیر امنیتی پلیس اسکاتلند برای وی شد.